# Echinocatena arthrinioides
Echinocatena arthrinioides är en svampart som beskrevs av R. Campb. & B. Sutton 1977. Echinocatena arthrinioides ingår i släktet Echinocatena, divisionen sporsäcksvampar och riket svampar.   Inga underarter finns listade i Catalogue of Life.